# Serra (Espírito Santo)
Serra es un municipio brasileño que se localiza en el estado de Espírito Santo. En el año 2009, tenía una población de 404.688 habitantes, ostenta ser el municipio más poblado del estado. El municipio abarca unos 553 km².
El municipio limita con Vitória, Cariacica, Fundão y Santa Leopoldina.
La sede administrativa se encuentra en la ciudad de Serra, que se encuentra al norte de la montaña característica de Mestre Álvaro que emerge de entre las tierras costeras bajas, y que se dice se parece a una pequeña cadena montañosa o sierra ("serra", en portugués), que es de donde el municipio y la ciudad toman el nombre.

## Barrios de Serra
- André Carloni
- Alterosa
- Bairro de Fátima
- Balneário de Carapebus
- Barcelona
- Barro branco
- Boa Vista
- Carapina
- Central Carapina
- Chácara Parreiral
- Cidade Continental
- Colina de Laranjeiras
- Eurico Salles
- Feu Rosa
- Hélio Ferraz
- Jardim Carapina
- Jardim Limoeiro
- Jardim Tropical
- José de Anchieta
- Laranjeiras
- Laranjeiras II
- Laranjeiras velha
- Manoel Plaza
- Manguinhos
- Morada de Laranjeiras
- Nova Almeida
- Nova Carapina1
- Nova Carapina2
- Nova Zelandia
- Novo Horizonte
- Novo Porto Canoa
- Porto Canoa
- Rosário de Fátima
- São Diogo I
- São Diogo II
- São Geraldo
- Serra Dourada I
- Serra Dourada II
- Serra Dourada III
- Taquara
- Taquara I
- Taquara II
- Taquara III
- Valparaíso
- Vila Nova De Colaraes